# Aleksiej Jaszyn (polityk)
Aleksiej Iwanowicz Jaszyn (ros. Алексей Иванович Яшин, ur. 30 marca 1919 we wsi Uzinskoje w obwodzie penzeńskim, zm. 8 marca 1995 w Moskwie) – radziecki działacz państwowy i partyjny.

## Życiorys
Od 1941 był członkiem WKP(b), od lipca do września 1941 sekretarzem odpowiedzialnym biura Komsomołu samodzielnego dywizjonu artyleryjskiego na Froncie Zachodnim, potem organizatorem komsomolskim Moskiewskiego Komitetu Miejskiego Komsomołu, a od grudnia 1941 inżynierem w Tule, Sierpuchowie i Moskwie. 
W 1942 ukończył Moskiewski Instytut Inżynierów Transportu Kolejowego, a w 1948 zaocznie Wyższą Szkołę Partyjną przy KC WKP(b), od 1943 pracował w Moskiewskim Komitecie Obwodowym WKP(b) kolejno jako instruktor, kierownik sektora, zastępca sekretarza i zastępca kierownika wydziału, w latach 1953-1954 w KC KPZR jako instruktor wydziału budownictwa i kierownik sektora Wydziału Przemysłowo-Transportowego. 
W 1952 został kandydatem nauk ekonomicznych, a w 1960 docentem. 
W latach 1954–1957 pracował w Ministerstwie Budownictwa ZSRR, kolejno (1957-1960) był zastępcą przewodniczącego Białoruskiego Sownarchozu, w latach 1960-1962 zastępcą stałego przedstawiciela Rady Ministrów Białoruskiej SRR przy Radzie Ministrów ZSRR, a w latach 1962-1963 zastępcą ministra budownictwa RFSRR. Od 1963 do października 1965 był zastępcą przewodniczącego Państwowego Komitetu Produkcyjnego ds. Specjalnych Prac Budowlanych i Montażowych ZSRR, od października 1965 do 1973 zastępcą ministra specjalnych prac budowlanych i montażowych ZSRR, od 1973 do stycznia 1979 I zastępcą przewodniczącego Moskiewskiego Obwodowego Komitetu Wykonawczego, a od stycznia 1979 do lipca 1985 ministrem przemysłu materiałów budowlanych ZSRR, następnie przeszedł na emeryturę. 
Od 3 marca 1981 do 25 lutego 1986 był zastępcą członka KC KPZR. Deputowany do Rady Najwyższej ZSRR X i XI kadencji. Został pochowany na Cmentarzu Trojekurowskim.

## Odznaczenia
- Order Rewolucji Październikowej
- Order Czerwonego Sztandaru Pracy (dwukrotnie)
- Order „Znak Honoru”